# Rhiscipha
Rhiscipha là một chi bướm đêm thuộc họ Erebidae.